# Dormibacteraeota
Dormibacteraeota es un filo candidato de bacterias oligótrofas que habitan debajo de los suelos con profundidades de 10 cm a 50 cm de excavación y a temperaturas de entre 23° a 50°.

## Descripción
No se han podido cultivar pero los análisis metagenómicos sugieren que los miembros de este filo son heterótrofos aeróbicos adaptados a condiciones pobres en nutrientes. Los genomas de Dormibacteraeota codifican oxidasas terminales de alta afinidad y una glicosil hidrolasas, que indican la capacidad de utilizar polisacáridos para el crecimiento y la presencia de un metabolismo aeróbico. En concreto, los genomas contienen genes de catálisis de glucógeno (alfa-amilasa, glucoamilasas) y de síntesis (glucógeno sintasa). Se ha demostrado que la capacidad de sintetizar, almacenar y descomponer el glucógeno promueve la supervivencia de estas bacterias durante los períodos de inanición. También se han detestado genes de deshidrogenasa de monóxido de carbono (CO), lo que indica que los miembros de este filo contribuyen a la oxidación del monóxido de carbono (CO). Según el análisis metagenómico, estas bacterias son capaces de formar esporas en ciertas condiciones.
Filogenéticamente estarían relacionados con las bacterias grampositivas y Armatimonadota en el reino Bacillati.